# Semilokal einfach zusammenhängender Raum
In der algebraischen Topologie, einem Teilgebiet der Mathematik, wird ein topologischer Raum als semilokal einfach zusammenhängend bezeichnet, wenn er genügend viele (lokale) Zusammenhangseigenschaften erfüllt, die vereinfacht gesprochen garantieren, dass eine untere Schranke für die Größe seiner Löcher existiert. Semilokal einfacher Zusammenhang wird in der Theorie der Überlagerungen untersucht und wird dort für viele Resultate benötigt, einschließlich der Existenz einer universellen Überlagerung und der Galoisverbindung zwischen Überlagerungsräumen und den Untergruppen der Fundamentalgruppe.
Die meisten „schönen“ Räume wie Mannigfaltigkeiten und Zellkomplexe sind semilokal einfach zusammenhängend. Räume, die diese Bedingung nicht erfüllen, werden als pathologisch angesehen. Das Standardbeispiel für einen solchen Raum ist der Hawaiische Ohrring.

## Definition
Ein Raum {\displaystyle X} ist semilokal einfach zusammenhängend, falls jeder Punkt in {\displaystyle X} eine Umgebung {\displaystyle U} hat, die der Eigenschaft genügt, dass jede Schleife in {\displaystyle U} stetig zu einem Punkt verformt werden kann (d. h. jede Schleife in {\displaystyle U} ist nullhomotop in {\displaystyle X}). Die Umgebung {\displaystyle U} selbst muss nicht zwingend einfach zusammenhängend sein. Denn es wird erlaubt, dass die Homotopie, welche die stetige Verformung der Schleife zu einem Punkt vornimmt, zeitweise auch außerhalb von {\displaystyle U} verlaufen darf. Deshalb gibt es Räume, die zwar semilokal einfachzusammenhängend, aber nicht lokal einfach zusammenhängend sind.
Äquivalent dazu ist, dass der Raum {\displaystyle X} zu jedem Punkt eine Umgebung besitzt, sodass der durch die Inklusionsabbildung induzierte Homomorphismus zwischen der Fundamentalgruppe von {\displaystyle U} und der Fundamentalgruppe von {\displaystyle X} trivial ist. Trivial ist ein solcher Homomorphismus zwischen Gruppen genau dann, wenn er jedes Element der Fundamentalgruppe von {\displaystyle U} auf die Nullhomotopieklasse von {\displaystyle X} schickt.
Die meisten Hauptsätze der Überlagerungstheorie, einschließlich dem Satz über die Existenz einer universellen Überlagerung und der Galoisverbindung, benötigen einen Raum, der wegzusammenhängend, lokal wegzusammenhängend und semilokal einfach zusammenhängend ist, eine Eigenschaft, die entschnürbar genannt wird (délaçable auf Französisch). Für die Existenz einer universellen Überlagerung ist die Bedingung sogar notwendig.

## Beispiele

Der Hawaiische Ohrring ist nicht semilokal einfach zusammenhängend.

Ein einfaches Beispiel eines Raumes, der nicht semilokal einfach zusammenhängend ist, ist der Hawaiische Ohrring. Dieser ist die Vereinigung aller Kreise der euklidischen Ebene mit Zentrum {\displaystyle (1/n,0)} und Radius {\displaystyle 1/n}, für jede natürliche Zahl {\displaystyle n}. Betrachtet man diesen Raum mit der Teilraumtopologie bezüglich der euklidischen Ebene, dann enthalten alle Umgebungen des Ursprungs Kreise, die nicht nullhomotop sind.
Der Hawaiischer Ohrring kann auch benutzt werden, um einen Raum zu konstruieren, der nicht lokal einfach zusammenhängend ist. Dazu betrachtet man den Kegel des Hawaiischen Ohrrings. Dieser ist kontrahierbar und somit semilokal einfach zusammenhängend, aber genauso wie der Hawaiische Ohrring nicht lokal einfach zusammenhängend.